# Gran sello del estado de Maryland
El gran sello del estado de Maryland es el emblema oficial del gobierno del estado de Maryland, Estados Unidos. Oficialmente se utiliza para autentificar los actos de la Asamblea General de Maryland, pero también con el propósito de ser mostrado en los edificios estatales. Aunque el sello estatal ha variado varias veces a lo largo de la historia, el modelo actual representa el reverso del sello original.

## Historia
El primer escudo fue robado por Richard Ingle en 1645 durante una rebelión, pero uno parecido fue enviado por Cecilius Calvert, segundo barón de Baltimore, para reemplazarlo. Este escudo fue el usado, excepto entre los años 1692 y 1854, hasta que se adoptó uno nuevo en 1794. Este escudo usaba símbolos de la república tales como una mujer sujetando la balanza de la justicia en el anverso y, en el reverso, el lema Industry the Means, Plenty the Result (‘La industria es el medio, la prosperidad el resultado’).
Entre 1817 y 1854 fueron usadas imágenes del águila junto a una versión del reverso original de la versión de 1854. El escudo original de Calvert se puso nuevamente en uso en el año 1874 y, entre 1959 y 1969 ha sufrido varios cambios en sus imágenes y significado.

## Sello actual

### Reverso
El texto que rodea al escudo está en latín (Salmo 5 de la Biblia en latín vulgar) mostrando la frase Scuto bonæ voluntatis tuæ coronasti nos (Porque tú, Señor, bendices al justo, como un escudo lo cubre tu favor). El lema estatal que aparece en la banda del escudo es la frase en italiano Fatti maschii, parole femine, que significa ‘Acciones masculinas, palabras femeninas’. Esta frase, que en su día fue el lema de la familia Calvert, es comúnmente expresada como «Firmes acciones, suaves palabras». Las imágenes representadas en el reverso muestran a un campesino, un pescador, una armadura y un escudo de armas.

### Anverso
El escudo de Maryland destaca por ser uno de los pocos escudos dobles que existen en Estados Unidos y en el mundo. En su anverso, que fue descrito por el estatuto de 1959, muestra a Lord Baltimore vestido de caballero, con una armadura completa y montado sobre un caballo y con una espada en la mano. La barda del caballo, en el que está montado Lord Baltimore, soporta el escudo de armas de su familia. La inscripción del borde muestra la frase Cecilius Absolutus Dominus Terræ Mariæ et Avalononiæ Baro de Baltimore, que significa ‘Cecil, señor absoluto de Maryland y Avalon, barón de Baltimore’.
Aunque el reverso es la parte principal del escudo y la que aparece principalmente en los documentos gubernamentales, el anverso también puede verse por todo el estado mostrados en los edificios del gobierno estatal, incluida la Casa Estatal de Maryland.

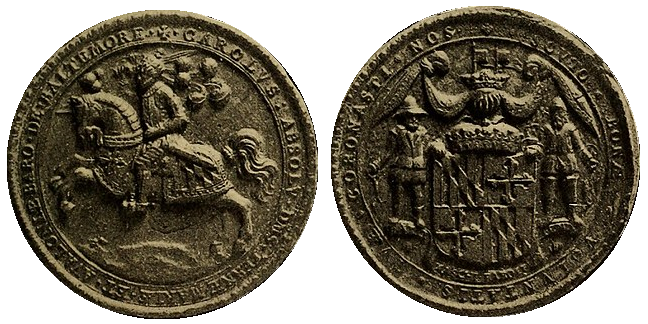
Anverso y reverso del sello de Charles Calvert, tercer barón de Baltimore
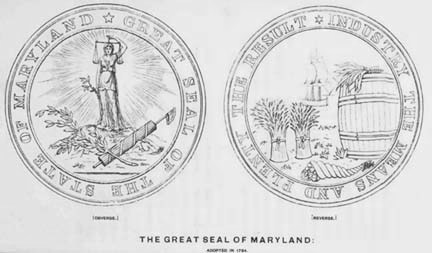
El anverso y el reverso del sello estatal de Maryland de 1794 a 1817, diseñado por Charles Willson Peale
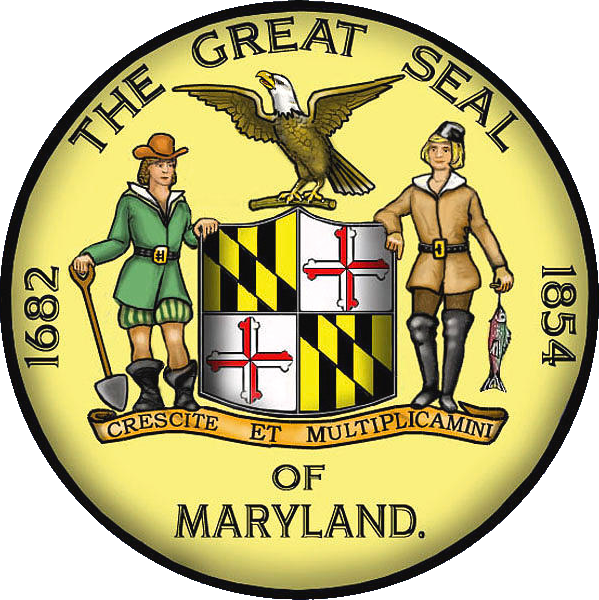
Representación coloreada del Gran Sello de Maryland de 1854 a 1874, con un águila calva norteamericana encima del escudo y un pergamino con el antiguo lema del estado Crescite et multiplicamini (en español, Aumentar y multiplicar)
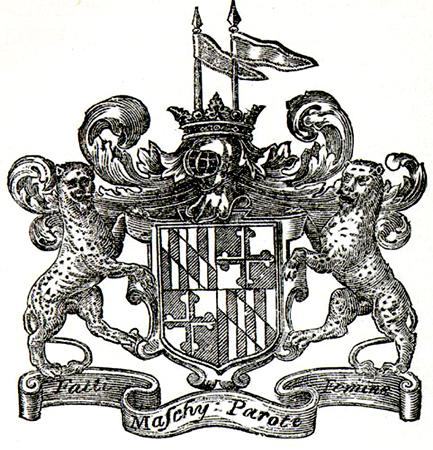
Escudo de armas de los barones de Baltimore
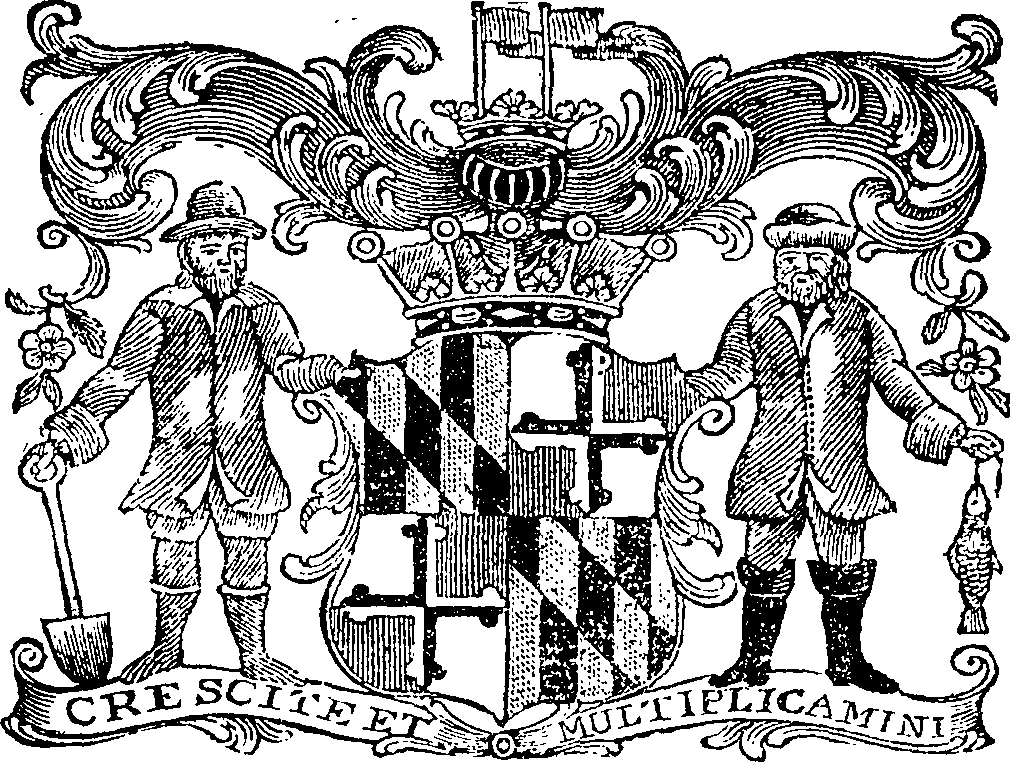
Escudo de armas de Maryland desde 1765
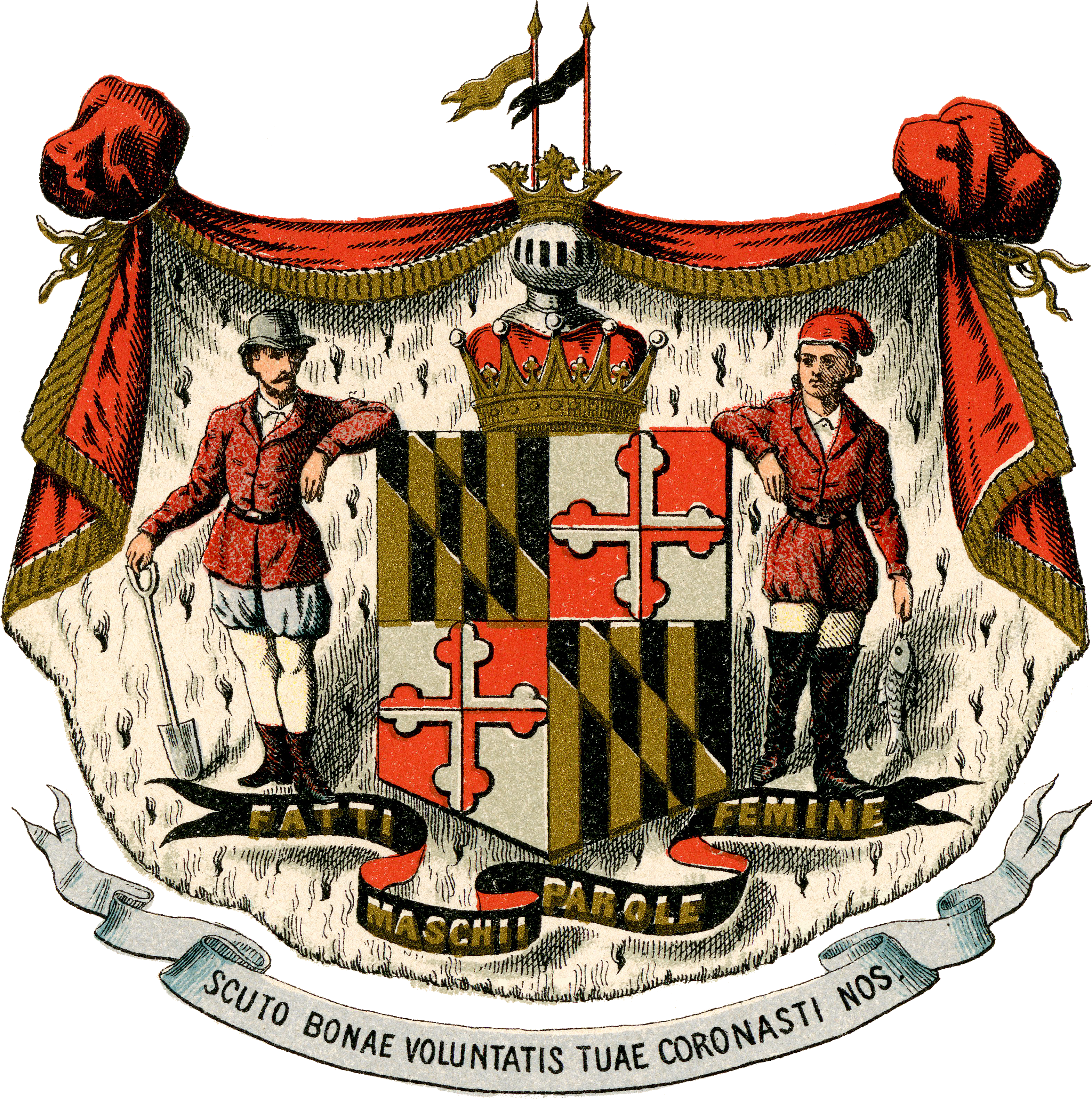
El escudo de armas histórico de Maryland desde 1876

### Otras versiones

El anverso del sello de Maryland
El escudo de armas de Maryland
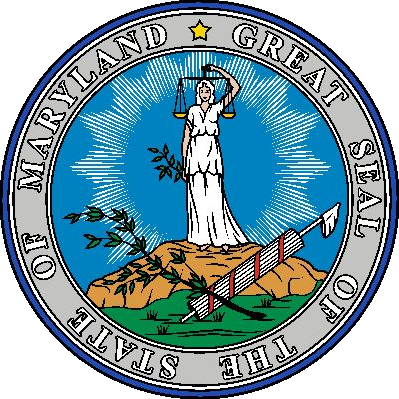
Anverso del antiguo sello estatal de Maryland utilizado desde 1794 hasta 1817. Fue diseñado por Charles Willson Peale
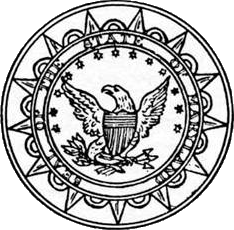
Sello estatal de Maryland desde 1817 hasta 1854